# 愛西市指定文化財一覧
愛西市指定文化財一覧（あいさいししていぶんかざいいちらん）は、愛知県愛西市指定の文化財を一覧化したものである。
| 種別       | 名称                                              | 指定年月日                 | 所在地                |
| ---------- | ------------------------------------------------- | -------------------------- | --------------------- |
| 建造物     | 明治天皇佐屋行在所の門（加藤五左衛門本陣の門）    | 2005年（平成17年）3月4日   | 西保町 善定坊         |
| 工芸       | 懸仏                                              | 1987年（昭和62年）4月9日   | 日置町 日置八幡宮     |
| 工芸       | 鵜多須金刀比羅社太刀                              | 2000年（平成12年）2月17日  | 鵜多須町              |
| 考古       | 諸桑の古船（木片）                                | 1992年（平成4年）10月22日  | 諸桑町                |
| 考古       | 東西野遺跡出土品                                  | 2004年（平成16年）10月10日 | 諏訪町                |
| 考古       | 諸桑廃寺出土瓦                                    | 2004年（平成16年）10月10日 | 諏訪町                |
| 考古       | 八竜遺跡出土刳り物桶                              | 2016年（平成28年）10月31日 | 江西町                |
| 史跡       | 水鶏塚                                            | 1985年（昭和60年）3月26日  | 佐屋町                |
| 史跡       | 東海道佐屋路佐屋三里の渡址                        | 1986年（昭和61年）4月16日  | 佐屋町                |
| 史跡       | 佐屋海道址                                        | 1986年（昭和61年）4月16日  | 須依町                |
| 史跡       | 津島天王祭 市江車車田址                           | 1986年（昭和61年）4月16日  | 東保町                |
| 史跡       | 大野城址                                          | 1986年（昭和61年）4月16日  | 大野町                |
| 史跡       | 佐屋代官所址                                      | 1989年（平成1年）2月2日    | 佐屋町                |
| 史跡       | 西善太新田記念碑                                  | 2005年（平成17年）3月4日   | 東條町                |
| 史跡       | 青樹英二翁記念碑                                  | 2005年（平成17年）3月4日   | 東條町                |
| 史跡       | 増穿鵜戸川碑                                      | 2008年（平成20年）4月30日  | 新右エ門新田町        |
| 彫刻       | 円空作木造薬師如来坐像                            | 2000年（平成12年）2月17日  | 鵜多須町 薬師堂       |
| 彫刻       | 円空作木造観音像                                  | 2000年（平成12年）2月17日  | 鵜多須町 常瑞寺       |
| 彫刻       | 星大明社木造獅子頭                                | 2007年（平成19年）1月10日  | 西保町 星大明社       |
| 彫刻       | 日置八幡宮木造獅子頭                              | 2007年（平成19年）1月10日  | 日置町 日置八幡宮     |
| 彫刻       | 木造勝軍延命地蔵菩薩立像(附: 棟札等18点)          | 2019年（平成31年）2月15日  | 西條町 八幡社地蔵堂   |
| 彫刻       | 木造薬師如来立像                                  | 2020年（令和2年）3月26日   | 東條町 西照寺(愛西市) |
| 彫刻       | 厨子入木造聖観音菩薩立像                          | 2020年（令和2年）3月26日   | 東條町 西照寺(愛西市) |
| 彫刻       | 木造地蔵菩薩坐像                                  | 2020年（令和2年）3月26日   | 東條町 西照寺(愛西市) |
| 天然記念物 | 立田赤蓮根                                        | 1981年（昭和56年）7月1日   | 小茂井町              |
| 天然記念物 | 東保八幡社クロマツ                                | 2008年（平成20年）7月1日   | 東保町 東保八幡社     |
| 無形民俗   | 管粥                                              | 1987年（昭和62年）4月9日   | 日置町 日置八幡宮     |
| 無形民俗   | 定納元服・オビシャ                                | 2000年（平成12年）2月17日  | 二子町 白山神社       |
| 無形民俗   | 勝幡おこわまつり                                  | 2005年(平成17年)1月26日    | 勝幡町 勝幡神社       |
| 歴史資料   | 横井也有俳句軸装                                  | 2000年（平成12年）2月17日  | 藤ヶ瀬町              |
| 歴史資料   | 川北村免定                                        | 2001年（平成13年）12月19日 | 江西町                |
| 歴史資料   | 北米移民の先駆者“マルジマ コロンブス”の碑 附 銘板 | 2004年（平成16年）4月22日  | 元赤目町              |